# Mataparent roig sang
El mataparent roig sang o mataparent pigat (Rubroboletus rubrosanguineus) és un mataparent d'esponja roja de barret finament vellutat i de color grisenc quan jove, vermell violaci a vermell sang en madurar, que no blaveja al frec. La cama, groc ataronjada, esdevé vermella ben aviat i és ornamentada amb un reticle roig.

## Morfologia
Capell de fins a 15 cm, al principi hemisfèric, després convex a pla-convex, llis, al principi gris gairebé platejat, grisenc a gris fosc, bru grisenc, amb tonalitat rosada al marge del capell, la tonalitat rosada es desenvolupa gradualment al llarg de tot el rosa, rosa fosc o rosat vinaci; superfície invariable al frec.
Tubs grocs, blaus a la pressió; porus de color vermell a vermell sang, blaus a la pressió.
Cama cilíndrica, a la part superior brillant a groc fosc, cap avall vermell ataronjat a vermell, vermell rosat o vermell fosc, amb reticle fi, de taronja vermell o vermell a vermell fosc; blaveja al frec.
Carn de color groc pàl·lid, de vegades amb taques vermelloses al peu, blavós quan s'exposa a l'aire; olor de fenc, persistent quan el fong s'asseca; suau al tast.

## Hàbitat
Molt rar; des de finals d'estiu i fins mitjans de tardor; en sòls bàsics a neutres; des de l'estatge subalpí a la muntanya mitjana; en boscos de coníferes i mixtes amb planifolis; vora avet i faig.

## Comentaris
Carn + I: Negatiu, sense reacció amiloide en la carn de la cama.
El mataparent de Le Gal (Rubroboletus legaliae) és molt semblant però la carn de la cama esdevé blava al tall de manera poc intensa i només a la part del barret i superior de la cama, el peu sol mantenir el color groc; i creix en boscos de planifolis.
El mataparent vermell i groc (Rubroboletus rhodoxanthus) i el mataparent de Satanàs (Rubroboletus satanas) són igualment propers i també són propis de boscos de planifolis. En el primer la carn de la cama no blaveja al tall.

## Comestibilitat
No és comestible.